# Stadsskogens naturreservat
Stadsskogen i Uppsala ligger vid områdena  Rosendal, Kåbo, Eriksberg, Norby och Valsätra. Det är egentligen ett parkområde men bär genom sin storlek och karaktär stora likheter med en mellansvensk blandskog där barrskogen dominerar och är sedan 2005 ett naturreservat.
Stadsskogen är ett populärt friluftsområde bland Uppsalaborna. För många är det en viktig bit natur som ändå finns nära stadsbebyggelsen. Många tar en promenad eller en joggingtur i Stadsskogen. Det är också mycket vanligt med olika friluftsaktiviteter i skogen. Ibland förekommer orientering. För små barn är det också vanligt med aktiviteter med Skogsmulle och liknande.
I Stadsskogen har man tidigare brutit uppsalagranit, som bland annat använts till murarna runt Domkyrkoplan i staden. Även om de stora brotten fyllts igen kan man på flera håll i Stadsskogen fortfarande se spåren av täktverksamheten. I skogen finns också synliga rester av militär verksamhet, till exempel rester av en gammal skjutbana.

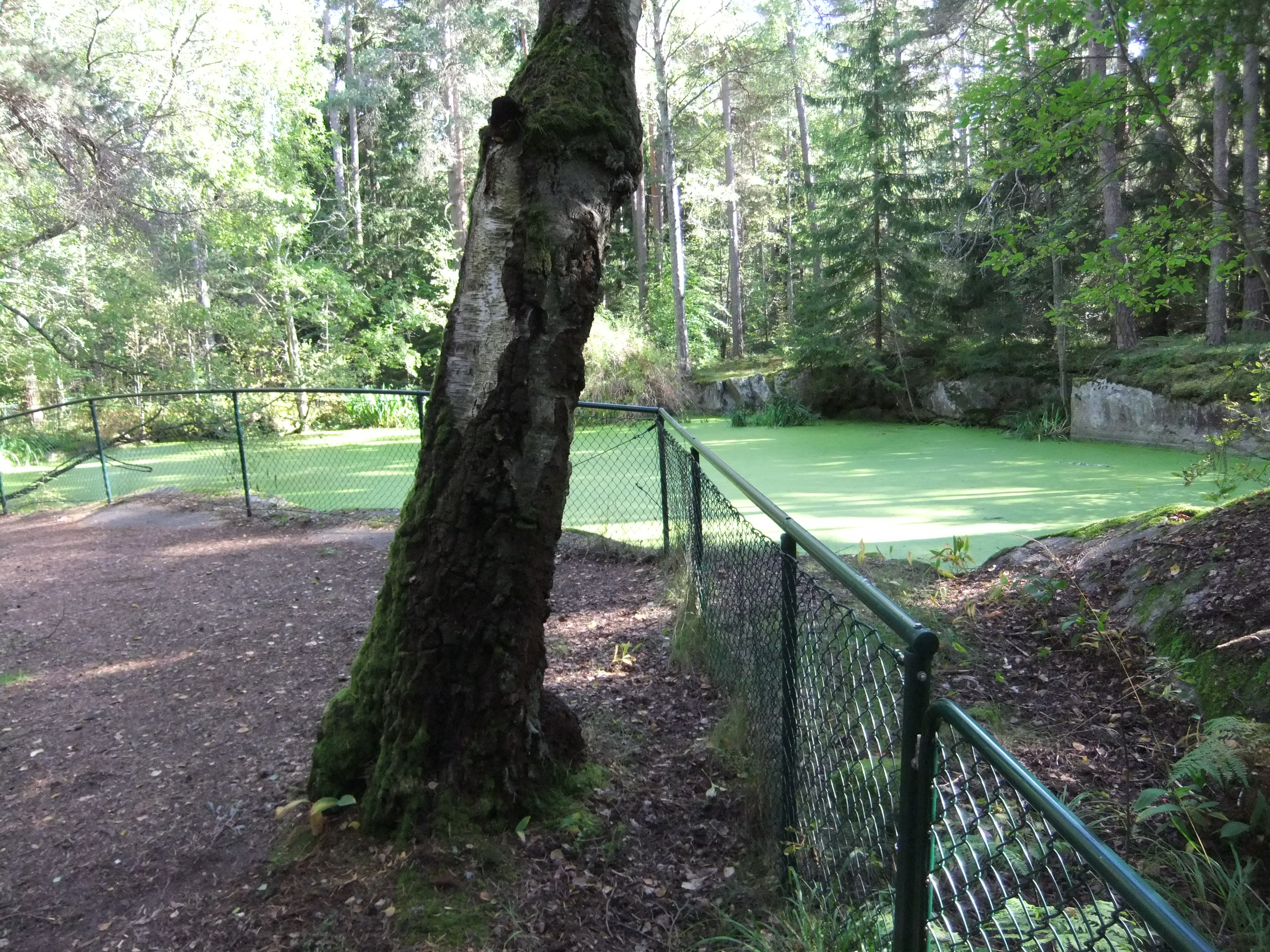
Fågeldammarna.
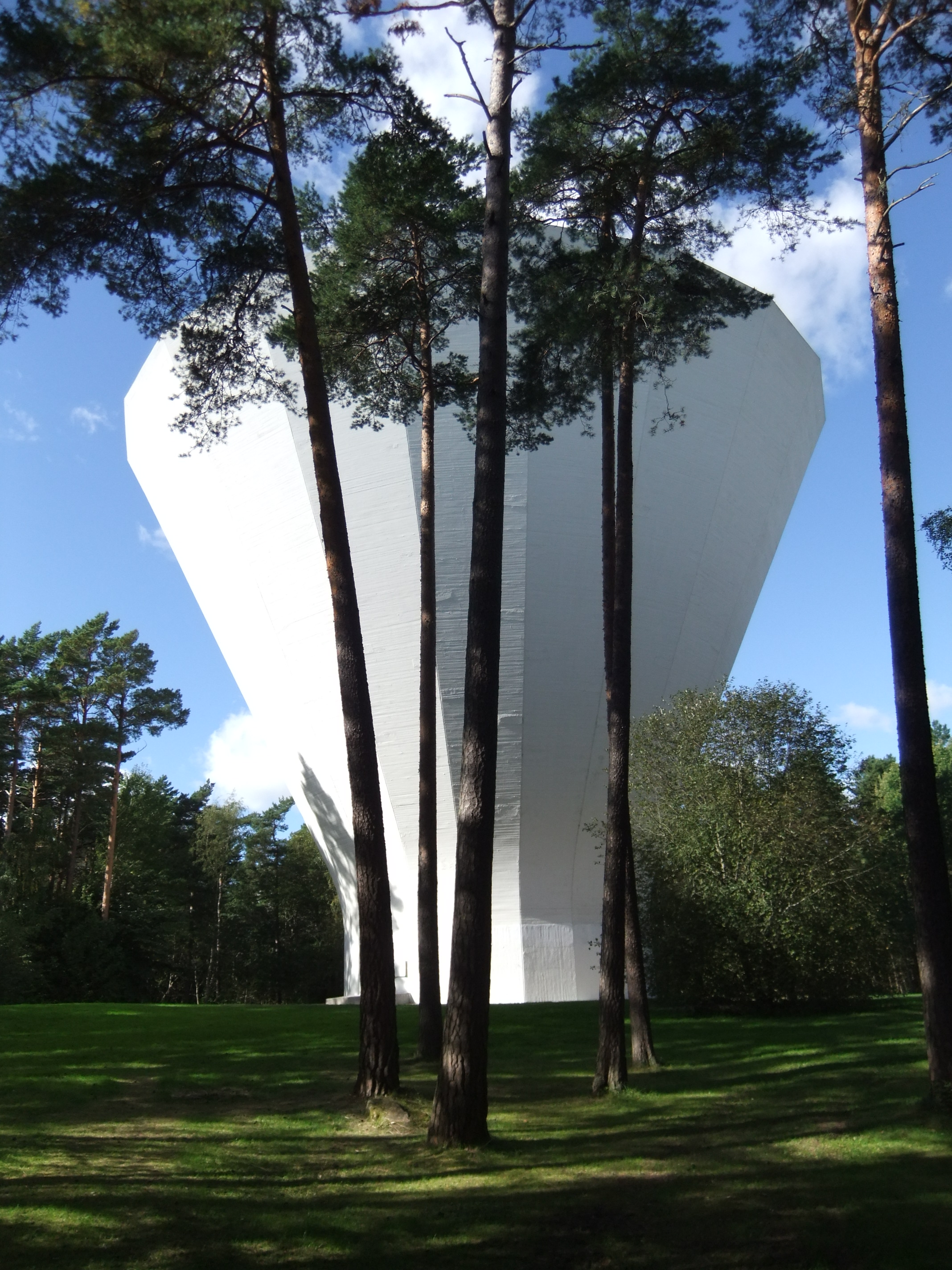
Vattentornet från 1958
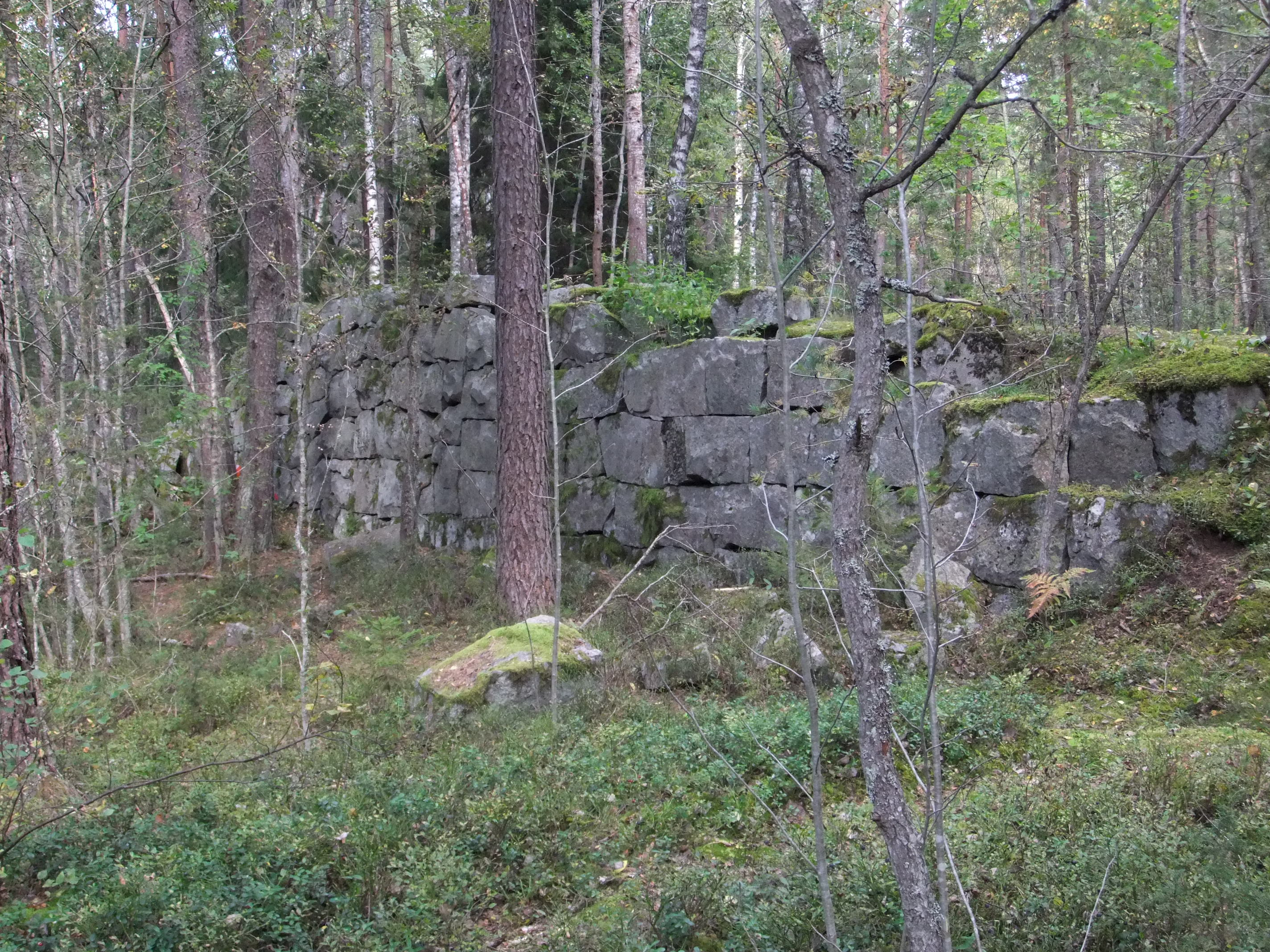
Skjutbanan